# 1975-ös Formula–1 osztrák nagydíj
Az osztrák nagydíj volt az 1975-ös Formula–1 világbajnokság tizenkettedik futama.

## Futam
| Helyezés | #  | Versenyző          | Csapat/Motor    | Körök | Idő/Kiesés oka  | Rajthely | Pontszám |
| -------- | -- | ------------------ | --------------- | ----- | --------------- | -------- | -------- |
| 1        | 9  | Vittorio Brambilla | March-Ford      | 29    | 0:57:56,69      | 8        | 4,5      |
| 2        | 24 | James Hunt         | Hesketh-Ford    | 29    | + 27,03         | 2        | 3        |
| 3        | 16 | Tom Pryce          | Shadow-Ford     | 29    | + 34,85         | 15       | 2        |
| 4        | 2  | Jochen Mass        | McLaren-Ford    | 29    | + 1:12,66       | 9        | 1.5      |
| 5        | 5  | Ronnie Peterson    | Lotus-Ford      | 29    | + 1:23,33       | 13       | 1        |
| 6        | 12 | Niki Lauda         | Ferrari         | 29    | + 1:30,28       | 1        | 0,5      |
| 7        | 11 | Clay Regazzoni     | Ferrari         | 29    | + 1:39,07       | 5        |          |
| 8        | 3  | Jody Scheckter     | Tyrrell-Ford    | 28    | + 1 kör         | 10       |          |
| 9        | 1  | Emerson Fittipaldi | McLaren-Ford    | 28    | + 1 kör         | 3        |          |
| 10       | 18 | John Watson        | Surtees-Ford    | 28    | + 1 kör         | 18       |          |
| 11       | 4  | Patrick Depailler  | Tyrrell-Ford    | 28    | + 1 kör         | 7        |          |
| 12       | 31 | Chris Amon         | Ensign-Ford     | 28    | + 1 kör         | 23       |          |
| 13       | 25 | Brett Lunger       | Hesketh-Ford    | 28    | + 1 kör         | 17       |          |
| 14       | 7  | Carlos Reutemann   | Brabham-Ford    | 28    | + 1 kör         | 11       |          |
| 15       | 23 | Tony Brise         | Hill-Ford       | 28    | + 1 kör         | 16       |          |
| 16       | 22 | Rolf Stommelen     | Hill-Ford       | 27    | + 2 kör         | 25       |          |
| 17       | 29 | Lella Lombardi     | March-Ford      | 26    | + 3 kör         | 21       |          |
| HN       | 33 | Roelof Wunderink   | Ensign-Ford     | 25    | Helyezés nélkül | 27       |          |
| Kiesett  | 32 | Harald Ertl        | Hesketh-Ford    | 23    | Elektronika     | 26       |          |
| Kiesett  | 21 | Jacques Laffite    | Williams-Ford   | 21    | Meghajtás       | 12       |          |
| Kiesett  | 8  | Carlos Pace        | Brabham-Ford    | 17    | Motorhiba       | 6        |          |
| Kiesett  | 20 | Jo Vonlanthen      | Williams-Ford   | 14    | Motorhiba       | 28       |          |
| Kiesett  | 10 | Hans-Joachim Stuck | March-Ford      | 10    | Baleset         | 4        |          |
| Kiesett  | 17 | Jean-Pierre Jarier | Shadow-Matra    | 10    | Befecskendező   | 14       |          |
| Kiesett  | 14 | Bob Evans          | BRM             | 2     | Motorhiba       | 24       |          |
| Kiesett  | 27 | Mario Andretti     | Parnelli-Ford   | 1     | Baleset         | 19       |          |
| NI       | 28 | Mark Donohue       | March-Ford      | 0     | Halálos baleset | 20       |          |
| NI       | 6  | Brian Henton       | Lotus-Ford      | 0     | Baleset         | 22       |          |
| NK       | 35 | Tony Trimmer       | Maki-Ford       |       |                 |          |          |
| NK       | 30 | Wilson Fittipaldi  | Fittipaldi-Ford |       |                 |          |          |

## Statisztikák
Vezető helyen:
- Niki Lauda: 14 (1-14)
- James Hunt: 4 (15-18)
- Vittorio Brambilla: 11 (19-29)

Vittorio Brambilla egyetlen győzelme, egyetlen leggyorsabb köre, Niki Lauda 16. pole-pozíciója.
- March 2. győzelme.